# Вантини, Жозеф
Жозеф Вантини (фр. Joseph Vantini), прозванный генерал Юсуф (фр. Général Youssouf; 1808, остров Эльба, — 16 марта 1866, Канны) — французский генерал, игравший важную роль при завоевании Алжира.

## Биография

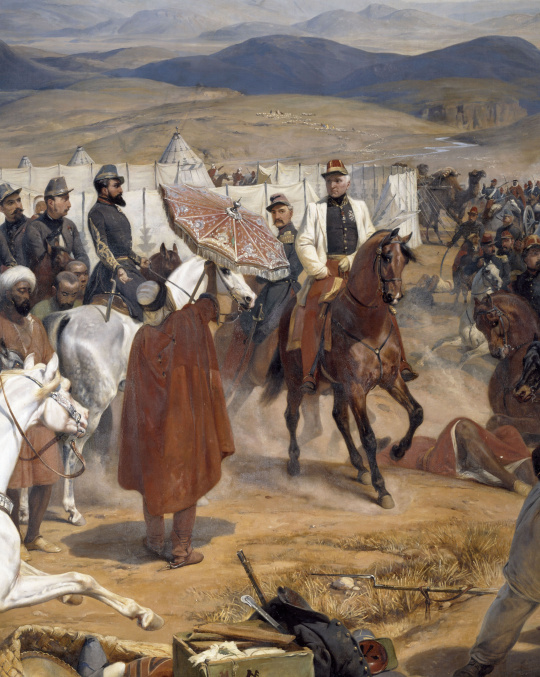
Маршал Бюжо и полковник Жозеф Вантини

Жозеф (Джузеппе) Вантини, родом с Эльбы, захваченный где-то, ещё в детстве тунисскими пиратами, ничего не помнил о своём происхождении. Состоя при дворе тунисского бея, сначала пользовался его расположением, но потом чем-то его прогневал, спасся бегством и поступил во французскую службу.
Впоследствии, во время колониальной войны в Алжире, командуя спагами, отличился во многих делах и, хорошо зная туземцев Алжира, оказывал важные услуги французскому правительству. Особенно отличился своей деятельностью в экспедициях 1832 и 1836 годов; при захвате городов Бон, Константины и пленении ставки алжирского эмира Абд аль-Кадира (1807—1883).
В 1845 году принял христианство.
В 1854—1856 годах участвовал в Крымской войне.

## Творчество
Написал книгу «Война в Африке» (La guerre d’Afrique; 1850).